# NGC 5511
NGC 5511 في الفهرس العام الجديد، هي مجرة، تقع في كوكبة العواء. اكتشفت في 10 مايو 1883 .

## روابط خارجية
- NGC 5511 على موقع ويكي سكاي: DSS2, SDSS, GALEX, IRAS, Hydrogen α, X-Ray, Astrophoto, Sky Map, Articles and images